# Port commercial maritime des Portes du Danube
Le Port commercial maritime des Portes du Danube (ukrainien : Усть-Дунайський морський торговельний порт, roumain : Portul maritim comercial de la Gurile Dunării) est un port d'Ukraine situé à l'Est de Vylkove, sur le bras de Chilia, un défluent du Danube qui se déverse dans la mer Noire.

## Histoire
Le port a été créé à la fin du XXe siècle pour accroître la capacité de l'Ukraine d'exporter des céréales et des matériaux pondéreux par voie fluviale vers l'amont du Danube. Il est géré par l'Autorité portuaire d'Ukraine qui est sous l'autorité du Ministère des infrastructures.  